# 2747 Český Krumlov
2747 Český Krumlov este un asteroid din centura principală, descoperit pe 19 februarie 1980, de Antonín Mrkos.